# Salvatore Mazzocco

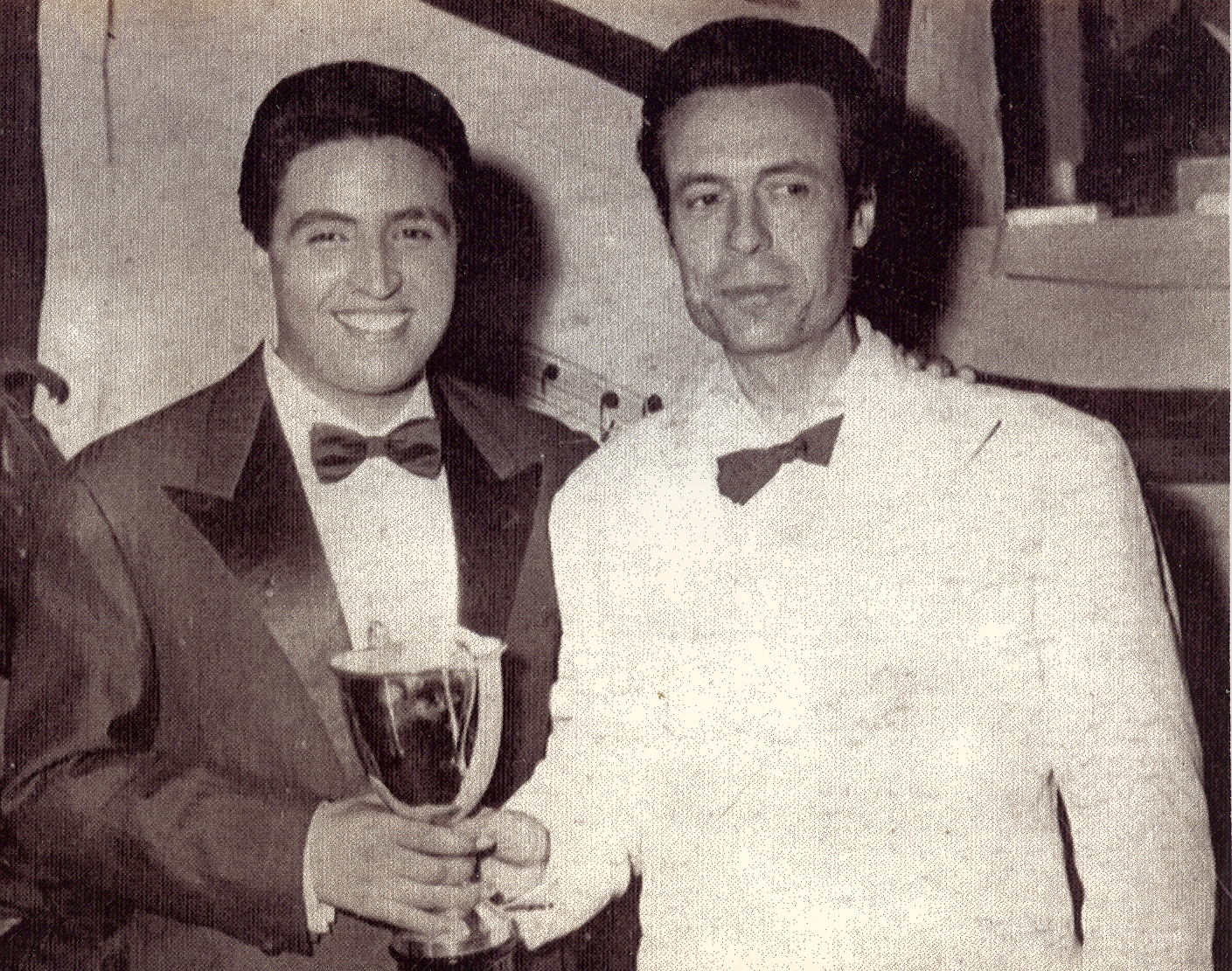
Mario Trevi e Salvatore Mazzocco nel 1961 al Giugno Canoro della Canzone Napoletana. Premiazione per il secondo posto della canzone Mare verde (foto gentilmente fornita da Mario Trevi)

Salvatore Mazzocco (Napoli, 4 novembre 1915 – Napoli, 22 luglio 1976) è stato un compositore e paroliere italiano.

## Biografia
Salvatore Mazzocco nasce a Napoli il 4 novembre 1915. Si diploma presso l'istituto magistrale e frequenta, per due anni, l'Università degli Studi di Napoli "L'Orientale", Facoltà di Lingue, senza, però riuscire a conseguire la laurea perché richiamato alle armi all'inizio della seconda guerra mondiale. Alla fine della guerra studiò pianoforte e composizione.
Lasciò la sicurezza economica di un negozio di ricambi industriali, appartenuto alla famiglia Mazzocco per generazioni, per dedicarsi al mondo della musica.
Il 31 luglio 1946 sposò Lucia La Commara, dalla quale ebbe due figli: Vittorio e Rita.
Nel 1949 ebbe il primo successo con la canzone Desiderio, su versi di A. Trusiano. È morto a Napoli il 22 luglio 1976. Lo stesso anno, per commemorare la sua scomparsa, la casa discografica Durium gli dedica l'album La Napoli di Salvatore Mazzocco: cantano Aurelio Fierro, Mirna Doris, Mario Trevi.

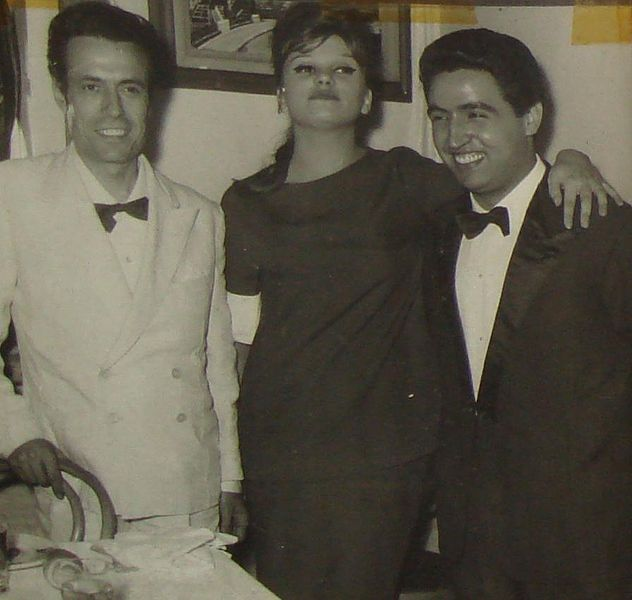
Salvatore Mazzocco, Milva e Mario Trevi nel 1961 alla presentazione della canzone Mare verde.

## Alcune opere
- 1949, Desiderio, (A. Trusiano - S. Mazzocco)
- 1951, Festival di Sanremo, Mia cara Napoli, (Ruccione e S. Mazzocco)[3]
- 1952, Festival di Napoli, Cara Lucia, (S.Mazzocco e R. Murolo)
- 1954, Festival di Napoli, Semplicità, 3º posto, (S.Mazzocco e R. Murolo)[4]
- 1957, Festa di Piedigrotta, Nanassa, (U. Martucci e S. Mazzocco)[5]
- 1957, Festa di Piedigrotta, Pienzece buono, (S. Mazzocco)
- 1958, Festival di Napoli, Giulietta e Romeo, 2º posto, (U. Martucci e S. Mazzocco)
- 1958, Festival di Napoli, Sincerità, (M. Sessa e S. Mazzocco)
- 1960, Festival di Napoli, Serenata a Mergellina, 1º posto, (U. Martucci e S. Mazzocco)[6]
- 1961, Giugno della Canzone Napoletana, Mare verde, 2º posto, (G. Marotta e S. Mazzocco)[7]
- 1962, Festival di Sanremo, Cipria di sole, (G. Marotta e S. Mazzocco)[8]
- 1962, Gran Festival di Piedigrotta, Mandulinata blu, 1º posto, (U. Martucci e S. Mazzocco)[9]
- 1963, Festival di Napoli, Indifferentemente, 2º posto, (U. Martucci e S. Mazzocco)[10]
- 1963, Festival di Napoli, Suonno perduto, (P. Russo e S. Mazzocco)
- 1963, Festival di Napoli, Riciulella, (U. Martucci e S. Mazzocco)
- 1964, Festival di Napoli, Mparame a vule' bene, (R. Fiore e S. Mazzocco)
- 1965, Festival di Napoli, Dduje giuramente, (R. Fiore e S. Mazzocco)[11]
- 1965, Festival di Napoli, Schiavo d'ammore, (S. Mazzocco)[12]
- 1966, Festival di Napoli, Rose d' 'o mese 'e maggio, (Ippolito e S. Mazzocco)[13]
- 1967, Festival di Napoli, Addio felicità, (Ippolito e S. Mazzocco)
- 1968, Festival di Napoli, Core spezzato, 1º posto (P. Russo e S. Mazzocco)[14]
- 1969, Festival di Napoli, Preghiera a 'na mamma, 1º posto (P. Russo e S. Mazzocco)
- 1970, Festival di Napoli, Chitarra Rossa, (Russo e V. e S. Mazzocco)[15]